# Luik-Bastenaken-Luik 2012
Op 22 april 2012 werd de 98e editie verreden van Luik-Bastenaken-Luik. De Kazach Maksim Iglinski won de wedstrijd. Hij kwam alleen aan. De Italianen Vincenzo Nibali en Enrico Gasparotto werden respectievelijk tweede en derde in de uitslag. Bauke Mollema werd met een zesde plaats beste Nederlander. Jelle Vanendert werd tiende en eerste Belg. De winnaar van 2011, Belgisch kampioen Philippe Gilbert, eindigde als zestiende.

## Parcours
De wedstrijd startte in de stad Luik, trok vervolgens naar Bastenaken en keerde dan weer terug naar de omgeving van Luik, waar men finishte in de gemeente Ans.

### Hellingen
Luik-Bastenaken-Luik 2012 had 11 bergen en heuvels in het parcours. Hiervan was de zwaarste heuvel de Côte de Stockeu waarbij over 1 km een gemiddeld stijgingspercentage wordt behaald van 12,2%.

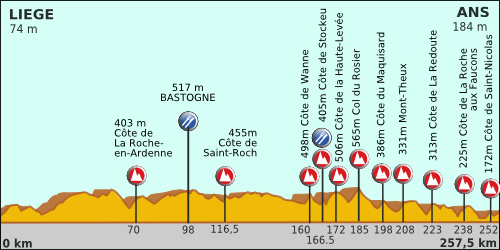
Profiel 2012

| Nummer | Naam                         | Kilometer | Lengte | Stijging |
| ------ | ---------------------------- | --------- | ------ | -------- |
| 1      | Côte de La Roche-en-Ardenne  | 70        | 2,8 km | 6,2%     |
| 2      | Côte de Saint-Roch           | 116,5     | 1 km   | 11%      |
| 3      | Côte de Wanne                | 160       | 2,7 km | 7,3%     |
| 4      | Côte de Stockeu              | 166,5     | 1 km   | 12,2%    |
| 5      | Côte de la Haute-Levée       | 172       | 3,6 km | 5,7%     |
| 6      | Col du Rosier                | 185       | 4,4 km | 5,9%     |
| 7      | Côte du Maquisard            | 198       | 2,5 km | 5%       |
| 8      | Mont (Theux)                 | 208       | 2,7 km | 5,9%     |
| 9      | Côte de la Redoute           | 223       | 2 km   | 8,8%     |
| 10     | Côte de la Roche aux Faucons | 238       | 1,5 km | 9,3%     |
| 11     | Côte de Saint-Nicolas        | 252       | 1,2 km | 8,6%     |

## Deelnemende ploegen
| 18 UCI World Tour-ploegen | 18 UCI World Tour-ploegen | 18 UCI World Tour-ploegen | 7 wildcards                   |
| ------------------------- | ------------------------- | ------------------------- | ----------------------------- |
| AG2R-La Mondiale          | Lampre-ISD                | Sky ProCycling            | Accent.Jobs-Willems Veranda's |
| Astana Pro Team           | Liquigas-Cannondale       | Team Garmin-Sharp         | Argos-Shimano                 |
| BMC Racing Team           | Lotto-Belisol             | Team Katjoesja            | Landbouwkrediet-Euphony       |
| Euskaltel-Euskadi         | Omega Pharma-Quick Step   | Team Movistar             | Saur-Sojasun                  |
| FDJ-BigMat                | Rabobank                  | Saxo Bank-Tinkoff Bank    | Europcar                      |
| Orica-GreenEdge           | RadioShack-Nissan-Trek    | Vacansoleil-DCM           | Team Type 1-Sanofi            |
|                           |                           |                           | Topsport Vlaanderen-Mercator  |

## Uitslag
| Luik-Bastenaken-Luik 2012 (258 km) |                      |                       |          |
| Plaats                             | Naam                 | Ploeg                 | Tijd     |
| Winnaar                            | Maksim Iglinski      | Astana Pro Team       | 6u42'30" |
| 2                                  | Vincenzo Nibali      | Liquigas-Cannondale   | +21"     |
| 3                                  | Enrico Gasparotto    | Astana Pro Team       | +36"     |
| 4                                  | Thomas Voeckler      | Team Europcar         | z.t.     |
| 5                                  | Daniel Martin        | Team Garmin-Barracuda | z.t.     |
| 6                                  | Bauke Mollema        | Rabobank              | z.t.     |
| 7                                  | Samuel Sánchez       | Euskaltel-Euskadi     | z.t.     |
| 8                                  | Michele Scarponi     | Lampre-ISD            | z.t.     |
| 9                                  | Ryder Hesjedal       | Team Garmin-Barracuda | z.t.     |
| 10                                 | Jelle Vanendert      | Lotto-Belisol         | z.t.     |
| 11                                 | Rinaldo Nocentini    | AG2R-La Mondiale      | z.t.     |
| 12                                 | Pierre Rolland       | Team Europcar         | z.t.     |
| 13                                 | Daniel Moreno        | Team Katjoesja        | z.t.     |
| 14                                 | Robert Kišerlovski   | Astana Pro Team       | z.t.     |
| 15                                 | Joaquim Rodríguez    | Team Katjoesja        | +1'01"   |
| 16                                 | Philippe Gilbert     | BMC Racing Team       | +1'27"   |
| 17                                 | Rui Costa            | Team Movistar         | +2'11"   |
| 18                                 | Julien Simon         | Saur-Sojasun          | z.t.     |
| 19                                 | Simon Gerrans        | GreenEdge             | z.t.     |
| 20                                 | Lars Petter Nordhaug | Sky ProCycling        | z.t.     |

1892 · 1893 · 1894 · 1895-1907 · 1908 · 1909 · 1910 · 1911 · 1912 · 1913 · 1914-1918 · 1919 · 1920 · 1921 · 1922 · 1923 · 1924 · 1925 · 1926 · 1927 · 1928 · 1929 · 1930 · 1931 · 1932 · 1933 · 1934 · 1935 · 1936 · 1937 · 1938 · 1939 · 1940-1942 · 1943 · 1944 · 1945 · 1946 · 1947 · 1948 · 1949 · 1950 · 1951 · 1952 · 1953 · 1954 · 1955 · 1956 · 1957 · 1958 · 1959 · 1960 · 1961 · 1962 · 1963 · 1964 · 1965 · 1966 · 1967 · 1968 · 1969 · 1970 · 1971 · 1972 · 1973 · 1974 · 1975 · 1976 · 1977 · 1978 · 1979 · 1980 · 1981 · 1982 · 1983 · 1984 · 1985 · 1986 · 1987 · 1988 · 1989 · 1990 · 1991 · 1992 · 1993 · 1994 · 1995 · 1996 · 1997 · 1998 · 1999 · 2000 · 2001 · 2002 · 2003 · 2004 · 2005 · 2006 · 2007 · 2008 · 2009 · 2010 · 2011 · 2012 · 2013 · 2014 · 2015 · 2016 · 2017 · 2018 · 2019 · 2020 · 2021 · 2022 · 2023 · 2024
 Tour Down Under · 
 Parijs-Nice · 
 Tirreno-Adriatico · 
 Milaan-San Remo · 
 Ronde van Catalonië · 
 E3 Harelbeke · 
 Gent-Wevelgem · 
 Ronde van Vlaanderen · 
 Ronde van het Baskenland · 
 Parijs-Roubaix · 
 Amstel Gold Race · 
 Waalse Pijl · 
 Luik-Bastenaken-Luik · 
 Ronde van Romandië · 
 Ronde van Italië · 
 Critérium du Dauphiné · 
 Ronde van Zwitserland · 
 Ronde van Frankrijk · 
 Ronde van Polen · 
  Eneco Tour · 
 Clásica San Sebastián · 
 Ronde van Spanje · 
 Vattenfall Cyclassics · 
 GP Ouest France-Plouay · 
 Grote Prijs van Quebec · 
 Grote Prijs van Montreal · 
 UCI Ploegentijdrit · 
 Ronde van Lombardije · 
 Ronde van Peking